# Herb Siedmiogrodu

Herb Siedmiogrodu z 1659 roku

Herb Siedmiogrodu

## Opis herbu
Na trójpolowej tarczy, dzielonej w pas, pole pierwsze (górne) barwy niebieskiej, na nim pół orła czarnego w prawo, ze złotym rozwartym dziobem, z którego wysunięty czerwony język. Po prawej stronie orła złote słońce o 14. promieniach, z ludzką twarzą, zaś po lewej srebrny półksiężyc. Pole drugie (środkowe) to wąski czerwony pas. Pole trzecie (dolne) złote, a w nim siedem czerwonych kamiennych blankowanych wież, każda z dwoma oknami i bramą, ustawionych w dwóch szeregach ponad sobą: w górnym szeregu cztery, zaś w dolnym trzy wieże.

## Historia herbu
Herb Siedmiogrodu ulegał przez lata ewolucji. W swojej pierwotnej formie, był opracowany w 1596 roku, przez Levinusa Hulsiusa dla cesarskiej prowincji Siedmiogrodu. Przedstawiał wówczas w tarczy orła w górnym polu i siedem wzgórz z wieżami na szczytach w dolnej części tarczy. Autor ukazał go w swoim dziele "Chronologia", wydanym w Norymberdze w tym samym roku. Dla Zygmunta Batorego, księcia Siedmiogrodu, zaprojektowano nowy herb z pewnymi niewielkimi zmianami: w górnym polu orzeł otoczony przez słońce i księżyc, w dolnym polu wzgórza zostały zastąpione prostymi wieżami.

## Herb Siedmiogrodu na przestrzeni dziejów

Herb Siedmiogrodu z 1596 roku.
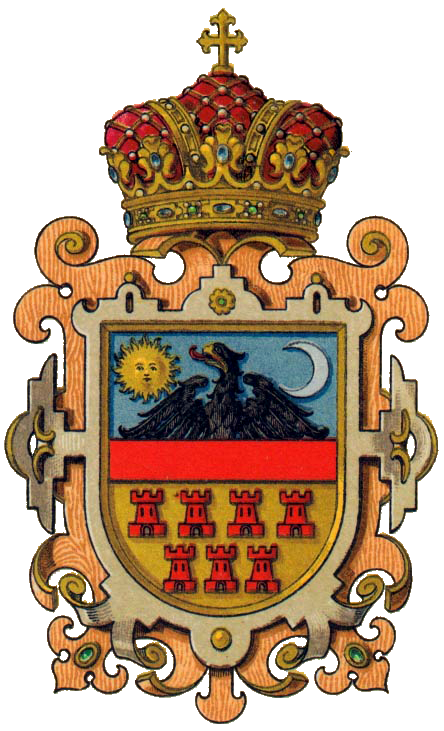
Herb Siedmiogrodu (1711–1867).
Herb z okresu Powstania węgierskiego z 1848 roku.
Herb Królestwa Węgier od 1867 do 1918 roku.
Herb wielki Rumunii od 1881 do 1947 roku.
Herb Rumunii z roku 1992.

## Symbolika herbu
Siedem czerwonych wież z czarnymi drzwiami na złotym tle, symbolizuje siedem ufortyfikowanych miast w Siedmiogrodzie.

## Dodatkowe informacje
Czerwony pasek podziału został wykorzystany po raz pierwszy przez księcia Michała I Apafi, a jej pierwszy wariant zamieszczony na złotych monetach wyemitowanych w roku 1666
Na herbie używanym po 1765 roku była zamieszczona nowa korona przyznana przez Marię Teresę. W 1848 roku, gdy Siedmiogród przyłączony został do Królestwa Węgier, historyczny herb został wykorzystany w herbie Królestwa Węgierskiego i służył do 1867 roku, następnie z nieznacznymi zmianami (po kompensacji) do 1949.